# Meliphaga vicina
Meliphaga vicina là một loài chim trong họ Meliphagidae.